# Macrochia texata
Macrochia texata är en skalbaggsart som först beskrevs av Louis Alexandre Auguste Chevrolat 1858.  Macrochia texata ingår i släktet Macrochia och familjen långhorningar.
Artens utbredningsområde är:
- Angola.
- Gabon.
- Nigeria.

Inga underarter finns listade i Catalogue of Life.